# Acte d'Union dano-islandais
Pour les articles homonymes, voir Acte d'Union.
L'Acte d'Union dano-islandais (en islandais : Sambandslögin) est signé le 30 novembre 1918 entre le royaume de Danemark et le royaume d'Islande nouvellement créé. Cet acte d'union permet à l'Islande de devenir un État souverain indépendant du Danemark tout en conservant le même roi dans le cadre d'une union personnelle.

## Histoire

### Contexte
La signature de l'Acte d'Union dano-islandais est la dernière étape d'une longue lutte pour l'indépendance en Islande, débutée au XIXe siècle, notamment sous l'égide de Jón Sigurðsson. En 1874, à l'occasion du millénaire de la colonisation de l'île, l'Islande reçoit sa première constitution du Danemark, fondant l'État autonome islandais ; cette autonomie est élargie en 1903 et on parle dès lors du Home Rule. Néanmoins, même si l'Islande obtient ainsi la gestion de ses affaires internes, le Danemark refuse de faire accéder le pays au statut d'État souverain.
À la fin de la Première Guerre mondiale, la diffusion dans le monde du « droit des peuples à disposer d'eux-mêmes » et les prétentions du Danemark sur le Nord-Schleswig vont permettre aux Islandais d'engager des négociations avec le Danemark pour obtenir l'indépendance et la souveraineté.

### Adoption du traité
Les négociations entre l'Islande et le Danemark débutent en 1917. Une commission dano-islandaise se réunit à partir de juillet 1918 à Reykjavik.
Un référendum se tient en Islande le 19 octobre 1918 et approuve le traité à une très large majorité.
À la suite de l'Acte d'Union, une nouvelle constitution est adoptée par l'Islande le 18 mai 1920.

### Abrogation
Au début de la Seconde Guerre mondiale, les royaumes de Danemark et d'Islande déclarèrent tous deux leur neutralité. Malgré cela, le Danemark est envahi par l'Allemagne nazie en avril 1940, et l'Islande devient ainsi totalement autonome. Malgré les tentatives de coopération du Royaume-Uni, l'Islande décida de rester neutre, et, à la suite de ce refus, les forces armées britanniques envahissent l'Islande le 10 mai 1940.
Le Danemark étant dans l'impossibilité de renégocier le traité d'union qui expire le 31 décembre 1943, l'Althing, parlement islandais, décide alors d'agir unilatéralement, même si cette décision offensa certains Danois. Un référendum de quatre jours en mai 1944 approuve l'abrogation de l'Acte d'Union à 99,5 % et la Constitution républicaine à 98,5 %. Le 17 juin 1944, jour de la naissance de Jón Sigurðsson, la république est proclamée à Þingvellir.

## Contenu
L'Acte d'Union est constitué de 20 articles répartis en 7 sections. 

« Le Danemark et l'Islande sont deux souverainetés libres, alliées par le fait qu'elles ont le même Roi et par l'accord que formule la présente loi d'union.
Les noms des deux États figurent dans le titre du roi. »

— Article 1, Acte d'Union dano-islandais
Même si l'Islande devient ainsi un État indépendant et souverain, l'Acte d'Union établit de nombreuses relations bilatérales entre les deux pays : notamment l'Islande laisse au Danemark la gestion de ses affaires étrangères, et de la pêche dans les eaux islandaises. De plus, les citoyens danois possèdent les mêmes droits en Islande que les citoyens islandais et réciproquement.
Les dispositions relatives au Roi passent sous le contrôle des deux parlements (Rigsdag au Danemark et Althing en Islande), qui doivent tous deux approuver les modifications qui concernent le monarque.
L'Islande devient par ce traité un pays neutre et ne possède pas de pavillon de guerre.
L'article 18 décrit les conditions de révision et d'abrogation de l'accord : dès la fin de l'année 1940, le Rigsdag et l'Althing peuvent proposer un remaniement de l'accord. Si cette procédure n'aboutit pas à un renouvellement de l'accord dans les trois ans, l'Acte pourra être abrogé après approbation par les deux parlements ainsi que par référendum,.